# Melanconis flavovirens
Melanconis flavovirens är en svampart som först beskrevs av G.H. Otth, och fick sitt nu gällande namn av Lewis Edgar Wehmeyer 1937. Melanconis flavovirens ingår i släktet Melanconis och familjen Melanconidaceae.  Arten är reproducerande i Sverige. Inga underarter finns listade i Catalogue of Life.